# Palacio Khaplu
El Palacio Khaplu, conocido localmente como Yabgo Khar (que significa "El fuerte de Doqsa"), es un antiguo fuerte y palacio ubicado en Khaplu, en la región de Gilgit-Baltistán en el norte de Pakistán. El palacio, considerado patrimonio arquitectónico y atracción turística, fue construido a mediados del siglo XIX, reemplazando un fuerte anterior ubicado en las cercanías. Sirvió como residencia real para el rajá de Khaplu.
De 2005 a 2011 fue restaurado por el Aga Khan Trust for Culture bajo el Programa para Ciudades Históricas Aga Khan. En la actualidad alberga un hotel de la cadena Serena y un museo sobre la historia y cultura de Baltistan.

## Ubicación
Khaplu está en la parte oriental de Baltistán, a 2600 metros sobre el nivel del mar y es la capital administrativa del distrito de Ghanche. El río Shyok, afluente del río Indo, atraviesa la ciudad, a lo largo de la cual estála antigua ruta comercial a Ladakh. Khaplu Palace está ubicado al norte de la ciudad de Khaplu y al sur del río Shyok frente a la cordillera del Karakórum. Una caminata detrás del palacio en un barranco conduce al pueblo de Pari en el distrito de Skardu.

## Historia
El Palacio Khaplu fue construido en 1840 por el Yabgo Raja Daulat Ali Khan de Khaplu después de que el dogra de Cachemira que capturó la región decidió trasladar la sede del gobierno del antiguo fuerte. El sitio del palacio se eligió haciendo rodar una gran piedra desde un acantilado cercano; se detuvo en la aldea de Doqsai, y allí se construyó el palacio. El fuerte anterior estaba ubicado cerca de la ubicación del palacio actual. El Palacio Khaplu reemplazó al antiguo fuerte como residencia real después de su finalización. Según Jane E. Duncan, la gente de Khaplu solía vivir dentro de este fuerte y no se les permitía construir sus casas fuera de sus instalaciones. Esta práctica cambió después de que marajá de Cachemira tomó el control del área, lo que resultó en el cese del conflicto entre los gobernantes vecinos.
El antiguo fuerte fue capturado por Murad Khan de la dinastía Maqpon, el gobernante de Baltistán, en la conquista de Khaplu en la década de 1590 cortando el agua y otros suministros al fuerte. Las tropas de Murad sitiaron el fuerte durante tres meses, lo que provocó la rendición de Rahim Khan, el gobernante de Khaplu de la 62.ª dinastía Yabgo. El fuerte volvió a caer en manos de los invasores entre los años 1660 y 1674.
Los descendientes de Yabgo continuaron viviendo allí incluso después de que su reino fuera abolido en 1972. El último Raja de Khaplu que vivió en la casa fue el rajá Fatah Ali Khan, quien murió en 1983.

## Arquitectura
El palacio fue construido con la ayuda de artesanos de Cachemira y Balti. Al estar en la frontera de múltiples regiones, la estructura del palacio tiene influencias tibetanas, de Cachemira, Ladakhi, Balti y Asia Central.
El edificio consta de cuatro pisos construidos con madera, ladrillos de barro, arcilla y mortero de tierra. En la entrada se erigió una puerta de madera tallada que Yabgo Raja Hatim Khan tomó de un fuerte en Skardu después de conquistar la mayor parte del Baltistán El pasaje más allá de la puerta principal, que anteriormente albergaba un establo, conduce al jardín delantero, que fue utilizado por la banda musical durante las festividades del reinado de Yabgo Rajas. El techo de madera está elaborado con diseños utilizando cincel y pintura, sin el uso de clavos. Un salón en el piso superior que se utilizó como sala de ocio tiene vistas a la cordillera de Karakórum y a los prados que rodean el palacio. Otras salas notables del palacio incluyen la sala de reuniones real (Chogoraftal), el balcón real (Chogojarokh), el vestidor de la princesa (Lainakhang) y la sala de la reina.
Tras la renovación una sección de la zona residencial se usa como un hotel, operado por Serena Hotels. Este tiene 21 habitaciones, seis de las cuales están ubicadas dentro del palacio, mientras que otra área sirve como museo.

## Renovación
El Palacio Khaplu es el segundo fuerte de Baltistán que ha sido renovado por Aga Khan Trust for Culture. La renovación comenzó en 2005 y se completó en 2011. El proyecto fue financiado por el Ministerio de Relaciones Exteriores de Noruega mediante su embajada en Islamabad. La USAID ayudó a financiar un centro de exhibición de la cultura balti dentro del fuerte. El centro de exposiciones ocupa dos tercios del sitio. El trabajo de renovación se llevó a cabo con la ayuda de personas de 400 familias locales empleadas como una iniciativa para la construcción de la comunidad. El estudio que abarca las características topográficas del sitio de renovación. Este comenzó en 2005 y usa dispositivos de medición electrónica de distancia (EDM). La encuesta ayudó a encontrar el estado original de varias partes decrépitas del palacio. El proyecto de renovación siguió los estándares de restauración de la Carta de Venecia.

## Premios
El palacio ganó el Premio de Turismo Responsable de Virgin Holidays como el mejor proyecto en la categoría "Reducción de la pobreza" en 2012. En 2013, el palacio fue galardonado con el Premio a la Distinción por de los Asia Pacific Heritage Awards del Unesco, junto con Lal Chimney Compound en India y The Great Serai en Afganistán.

## Galería

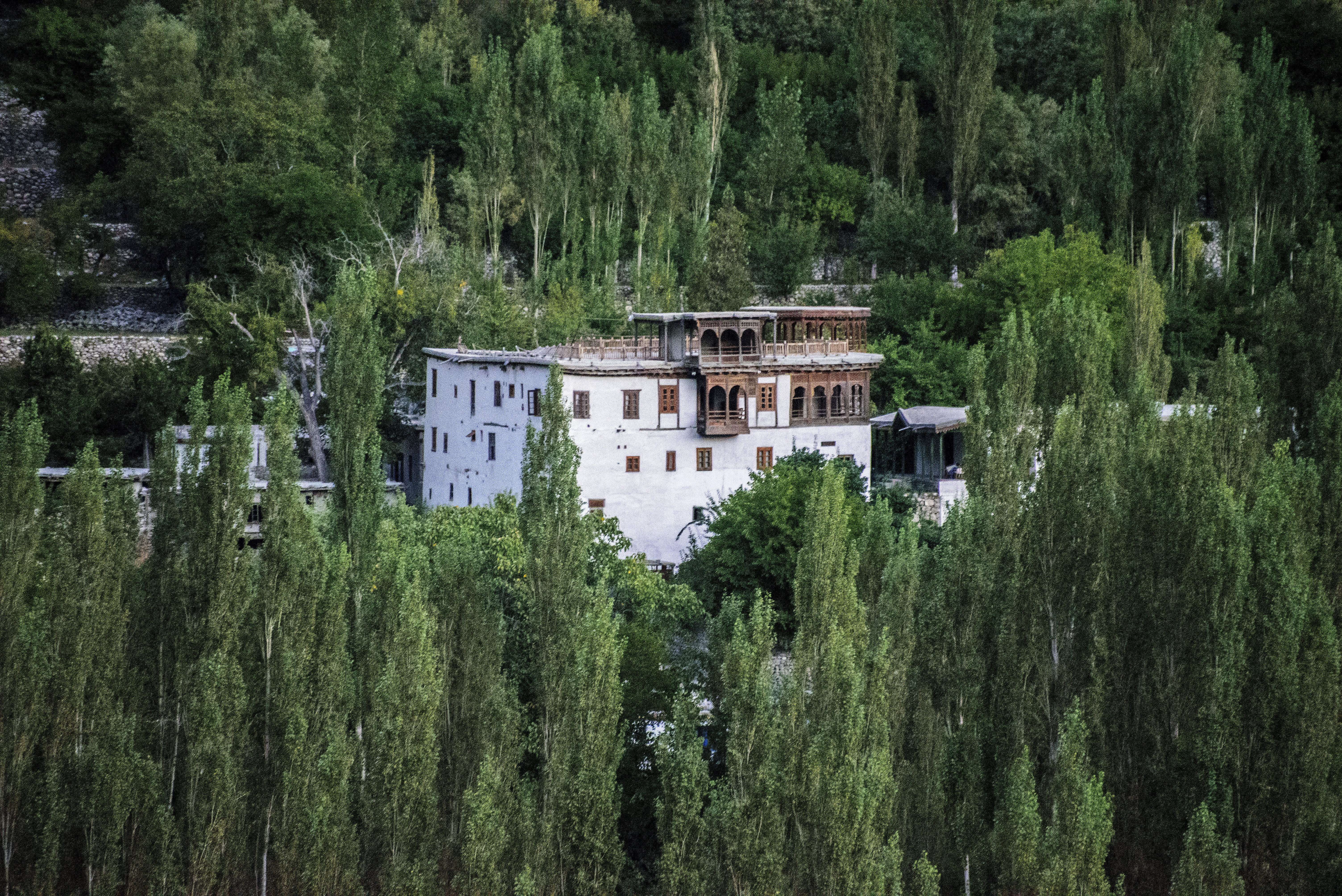
Vista aérea
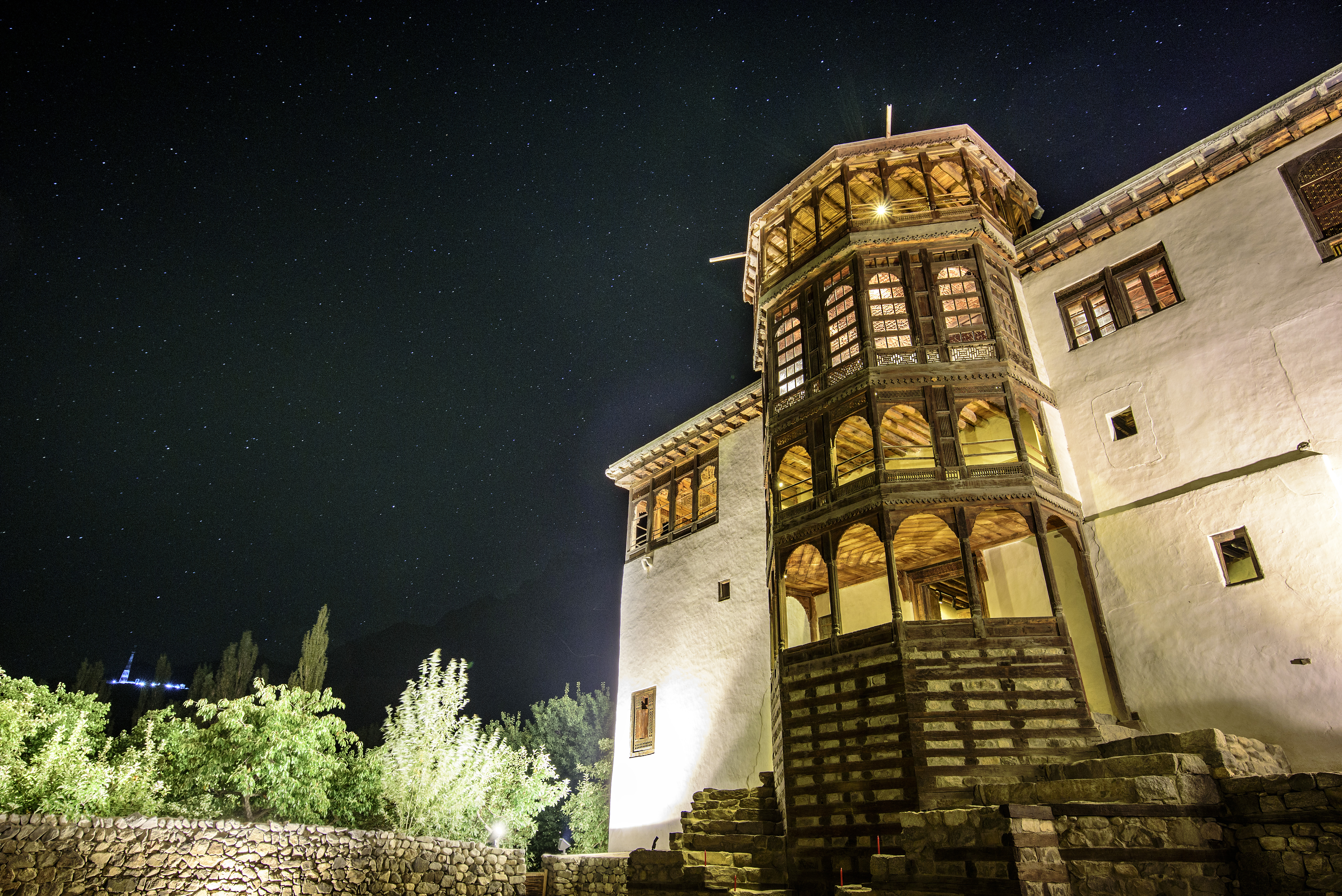
Iluminación nocturna
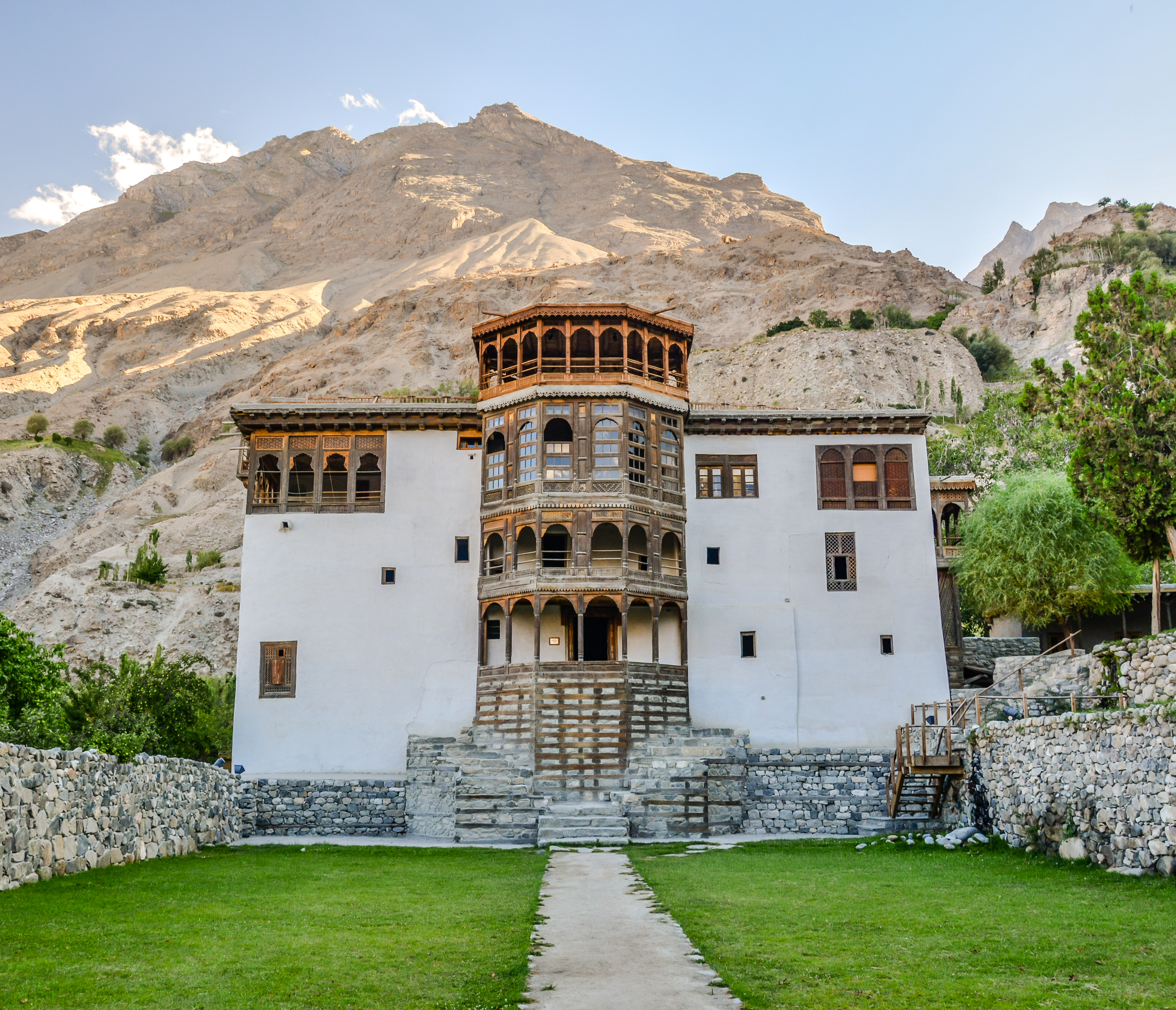
Fachada principal
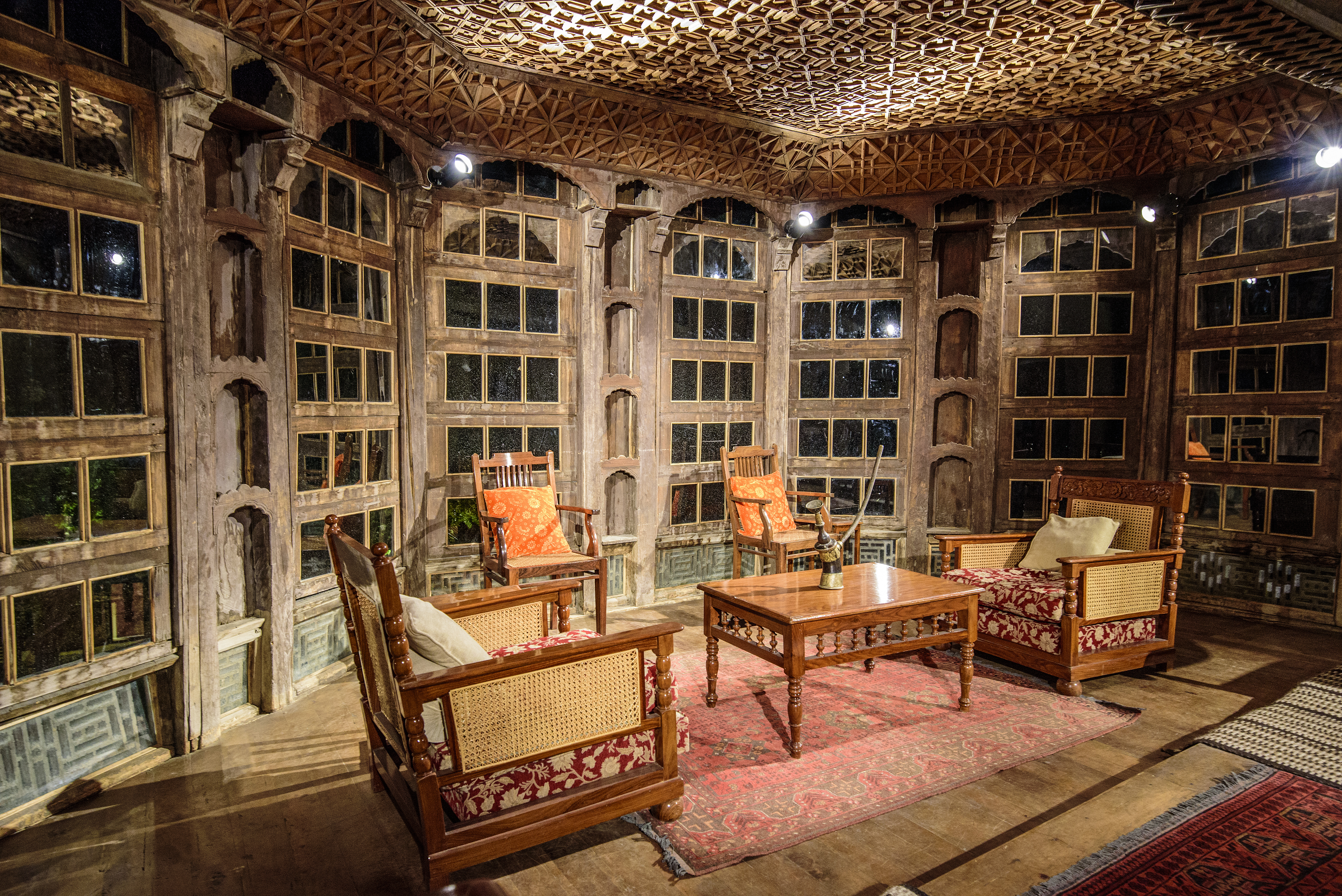
Sala de reuniones real
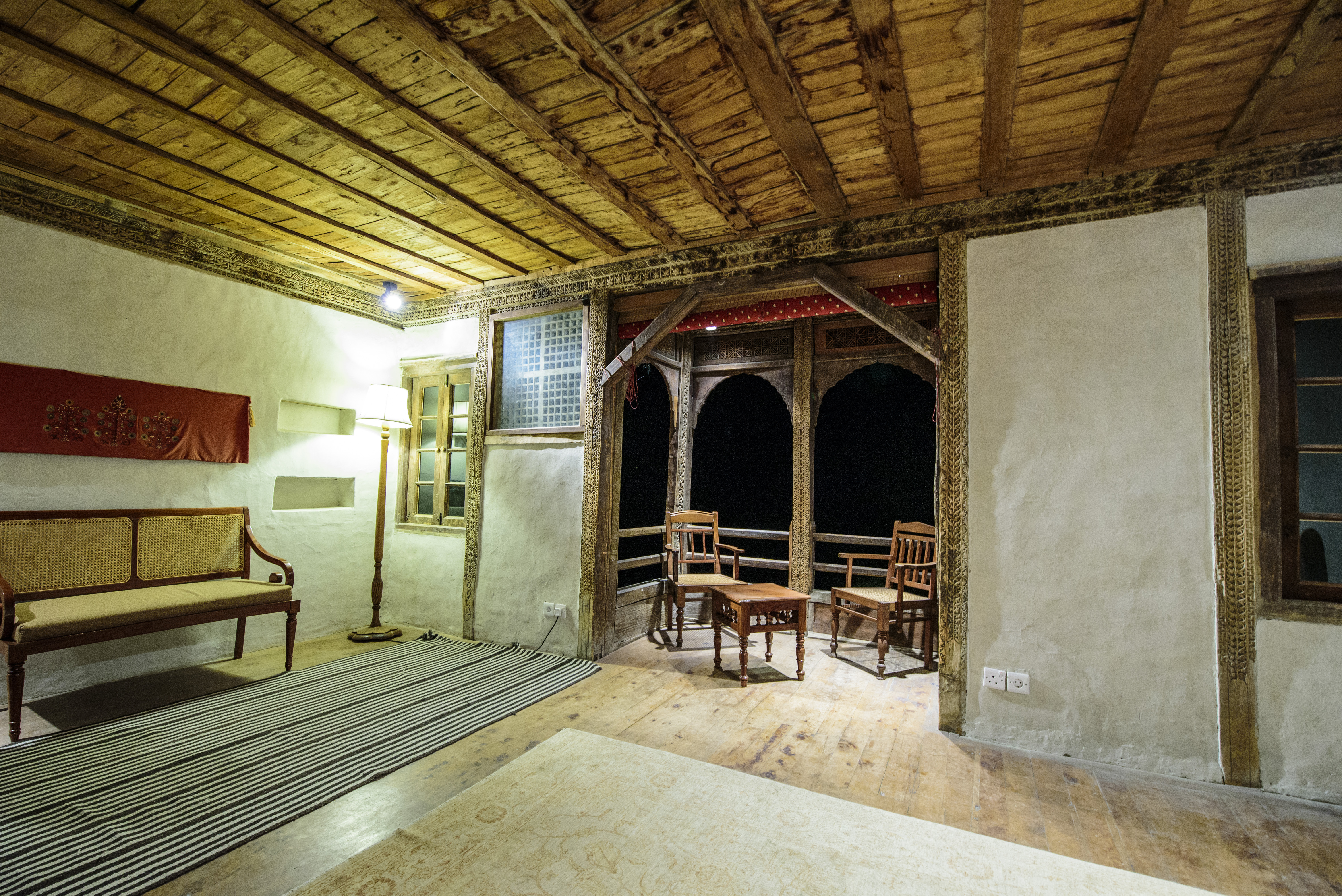
Habitación
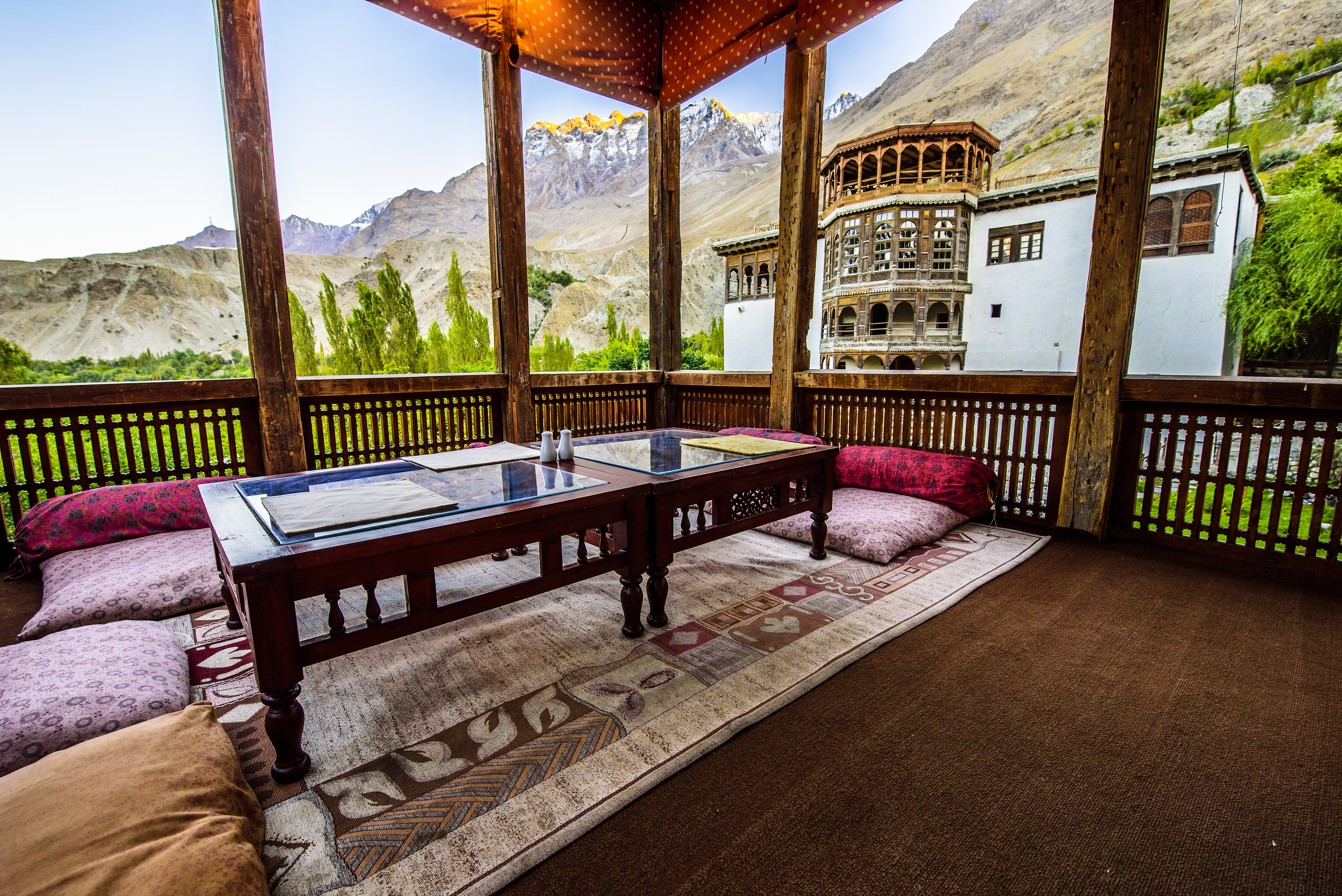
Área de cocina y comedor
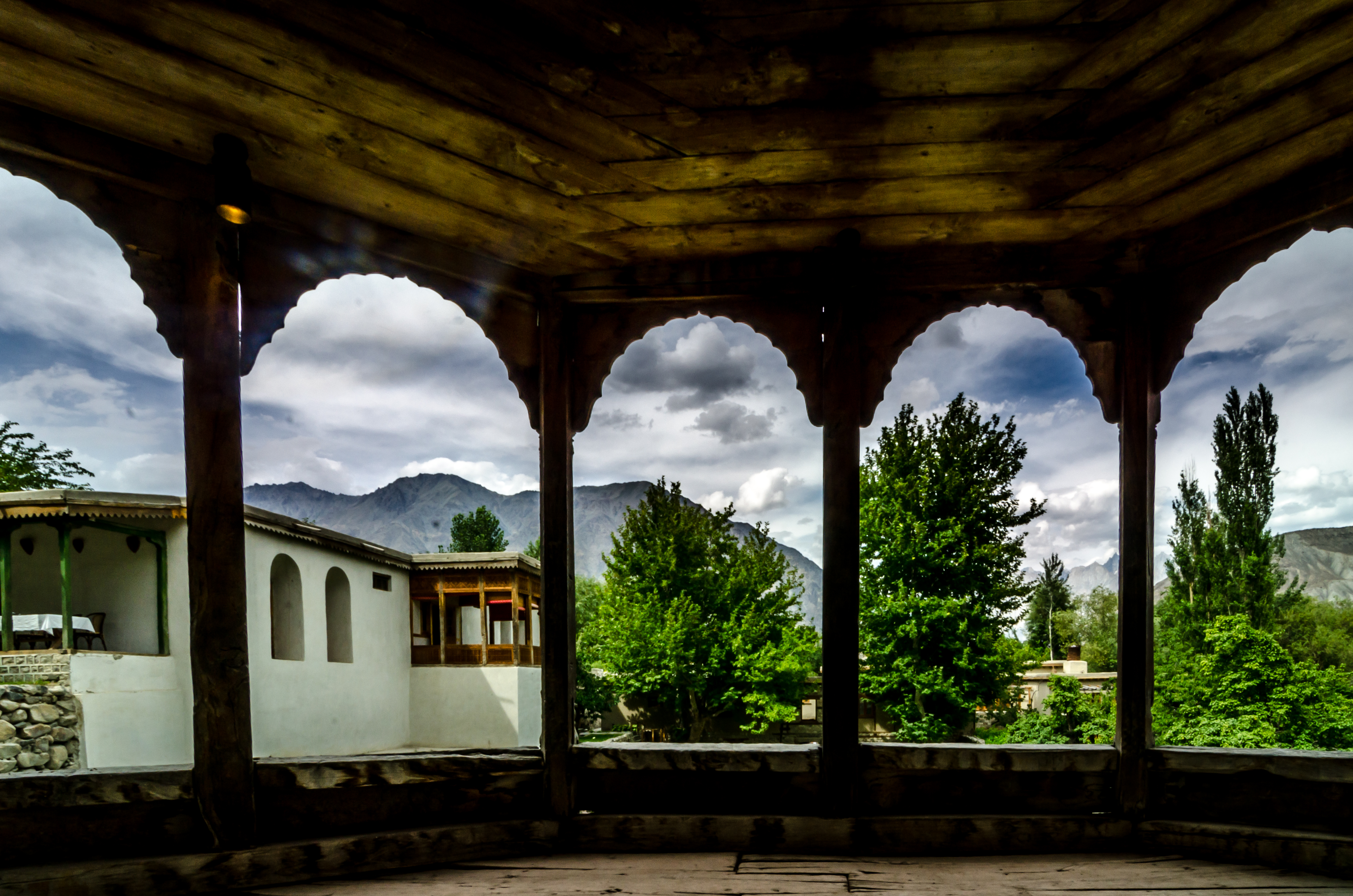
Balcón con arcos